# Эспарраго, Альберто
Альбе́рто Рика́рдо Эспа́рраго Виде́ла (исп. Alberto Ricardo Espárrago Videla; род. 19 августа 1957 года в Монтевидео, Уругвай) — уругвайский футболист.

## Карьера
Альберто начинал карьеру в «Насьонале» из родного Монтевидео. Он дебютировал за эту команду 18 августа 1973 года в товарищеской игре с клубом «Ривер Плейт». 8 февраля 1976 года игрок забил первый мяч в карьере, поразив ворота сборной Ласкано в неофициальном матче. Альберто покинул «Насьональ» в 1977 году, суммарно приняв участие в двух официальных и девяти товарищеских встречах. Его новой командой стал испанский «Рекреативо». В составе «дедов» он за два сезона провёл всего один матч в чемпионатах Испании, а также две кубковые игры. В 1981 году игрок вернулся на родину и играл за «Мирамар Мисьонес». В сезоне-1982 Альберто вернулся в «Насьональ». 28 августа он провёл первую игру за родной клуб в рамках первенства Уругвая, целиком отыграв встречу с «Данубио». Всего игрок принял участие в восьми матчах турнира.
В 1983 году Альберто перешёл в аргентинский «Бока Хуниорс». Проведя всего одну игру за этот клуб, он вернулся в Уругвай. Сезон-1983 игрок заканчивал в «Расинге» из второго дивизиона. В 1984 году Альберто перебрался в «Ривер Плейт» и выиграл вторую уругвайскую лигу в его составе. Сезон-1985 игрок провёл в эквадорском «ЛДУ». В 1986 году Альберто снова оказался на родине и выступал за «Прогресо». Он закончил карьеру в 1987 году в составе клуба «Белья Виста».

## Достижения
«Насьональ»
- Победитель Лигильи (1): 1982
- Победитель Лиги Майор (1): 1976

 «Ривер Плейт»
- Победитель Второго дивизиона (1): 1984

## Личная жизнь
Старший брат Альберто, Виктор Эспарраго — известный уругвайский футболист и тренер.